# Paul Tafel (Ingenieur)
Paul Tafel (* 10. Dezember 1872 in Ulm; † 1953) war ein deutscher Maschinenbau-Ingenieur, Autor und völkischer Politiker.

## Leben
Paul Tafel besuchte die Preußische Hauptkadettenanstalt in Groß-Lichterfelde bei Berlin. Er studierte Ingenieurwissenschaften und erlangte 1896 sein Diplom. Im Jahre 1912 promovierte er an der Technischen Hochschule München mit der Dissertation Die Nordamerikanischen Trusts und ihre Wirkungen auf den Fortschritt der Technik bei Friedrich von Gottl-Ottlilienfeld zum Doktor-Ingenieur. Er arbeitete für die Maschinenfabrik Augsburg-Nürnberg und stieg dort bis zum Direktor auf. Er war auch Mitglied des Vorstands des Bayerischen Industriellenverbandes.
Politisch engagiert sich Tafel im Alldeutschen Verband und nach dem Ersten Weltkrieg in dessen antisemitischem Ableger, dem Deutschvölkischen Schutz- und Trutzbund. Auch in der Thule-Gesellschaft war er Mitglied. 1918 spielte Tafel als Mentor des Werkzeugschlossers und DAP-Gründers Anton Drexler eine bedeutende Rolle in der Frühphase des Nationalsozialismus.
Nach dem Kapp-Putsch 1920 beteiligte er sich an der Gründung des „Bayerischen Ordnungsblocks“, eines Verbands von vierzig nationalistisch-völkischen Organisationen, dessen Vorsitzender er später wurde. Noch im Juni 1920 trat er für die Bayerische Mittelpartei, zu deren Münchener Ortsgruppe er enge Kontakte unterhielt, in Oberbayern zur Landtagswahl und Reichstagswahl an. Die NSDAP führte ihn unter der Mitgliedsnummer 670.
Tafel trat für einen Rätestaat auf nationaler Grundlage ein, der einen „deutschen Sozialismus“ und eine „deutsche Demokratie“ an die Stelle der „Scheindemokratie der Westmächte“ setzen sollte. Die Weimarer Republik sollte zu einem Ständestaat umgewandelt werden. 1922 gingen aus dem Ordnungsblock die Vereinigten Vaterländische Verbände hervor, deren Schirmherrschaft der rechtsradikale General Erich Ludendorff übernahm. Nachdem dieser gemeinsam mit dem Führer der NSDAP Adolf Hitler am 8. November 1923 einen vergeblichen Putschversuch (Hitlerputsch) gegen die Republik unternommen hatte, wurden die NSDAP, ihre angeschlossenen Verbände und Presseerzeugnisse verboten. In dieser Zeit übernahm Tafel kurzzeitig die Chefredaktion der Großdeutschen Zeitung, eines Nachfolgeorgans des Völkischen Beobachters. 1924 wurde er vom Schwurgericht München wegen Pressevergehens (Beleidigung der Reichswehr wegen deren Haltung beim Hitlerputsch) verurteilt. Von 1928 bis 1931 war er Abteilungsleiter beim Reichskuratorium für Wirtschaftlichkeit. 1931 siedelte er nach Tirol um.

## Schriften
- Die Nordamerikanischen Trusts und ihre Wirkungen auf den Fortschritt der Technik. Wittwer, Stuttgart 1913. (Dissertation)
- Das neue Deutschland. Ein Rätestaat auf nationaler Grundlage. Deutscher Volksverlag, München 1920.
- Unsere politische und wirtschaftliche Lage. Bericht des Vorsitzenden des Bayerischen Ordnungsblocks Dr. Paul Tafel, erstellt in einer Ausschußsitzung des B. O. B. vom 3. November 1921. Geschäftsstelle des Bayerischen Ordnungsblocks, München 1921.
- Unsere politische und wirtschaftliche Lage. Bericht des Vorsitzenden des Bayerischen Ordnungsblocks Dr. Paul Tafel, erstellt in einer Sitzung des erweiterten Bundesausschusses des B. O. B. am 17. Februar 1922. Geschäftsstelle des Bayerischen Ordnungsblocks, München 1922.
- Parlamentarismus und Volksvertretung. J. F. Lehmanns Verlag, München 1922.
- Die Teuerung. Ihre Ursachen und ihre Überwindung. Th. Weicher, Leipzig 1922.